# Trébabu
Trébabu [tʁebaby] (en breton : Trebabu) est une commune du département du Finistère, dans la région Bretagne, en France.

## Géographie

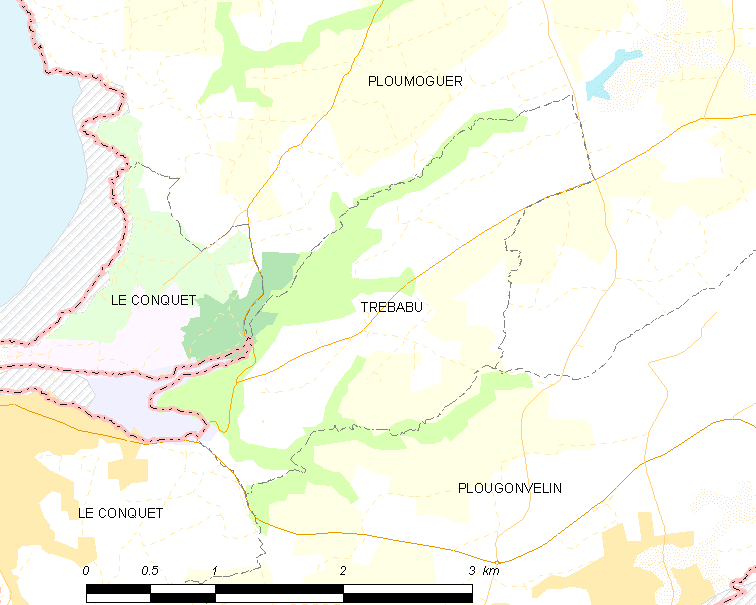
Carte de la commune de Trébabu

La commune de Trébabu occupe la presqu'île de confluence entre deux petits fleuves côtiers, le Pratséach au nord, qui lui sert de limite avec Ploumoguer (sa partie aval est constituée de plusieurs étangs successifs (dont l'étang de Kermorvan), et le ruisseau de Kerjean, au sud, qui lui sert de limite avec Plougonvelin et dont la partie aval forme l'étang de Kerjean ; ces deux cours d'eau se jettent dans la ria du Conquet et l'existence de ces étangs s'explique par l'existence autrefois de moulins à marée au point de rencontre de ces cours d'eau avec la ria. Le domaine du château de Kerjan Mol occupe la pointe de cette presqu'île de confluence.
L'étang de Kerjean présente la particularité d'avoir des eaux saumâtres. Ses rives sont colonisées par une végétation caractéristique (phragmites, massettes, joncs, saules, ..) et permettent à de nombreuses espèces animales d'y trouver refuge.

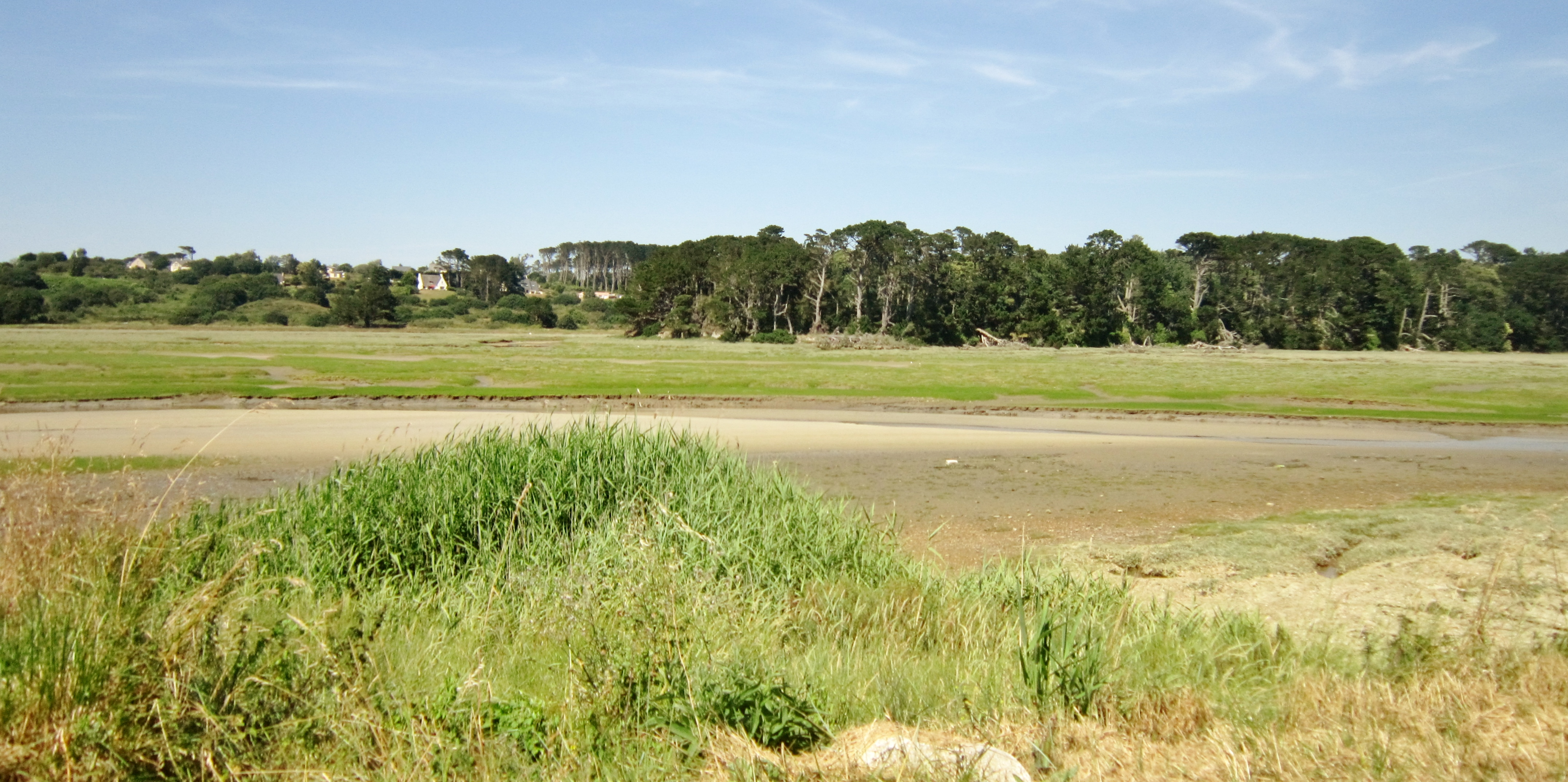
Le fond de la ria du Conquet à marée basse et, à l'arrière-plan, la presqu'île de confluence du domaine du château de Kerjan-Mol.
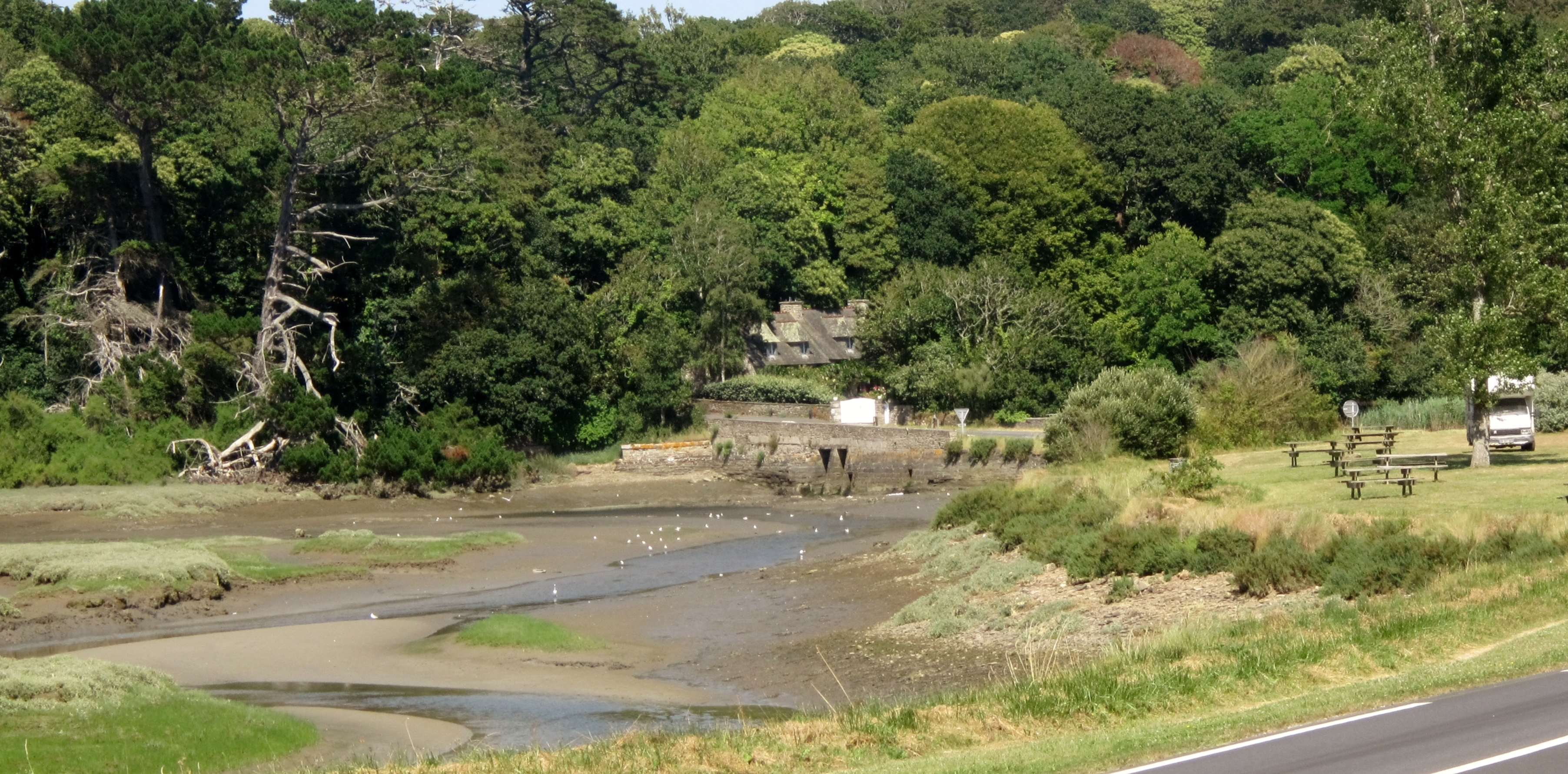
Le pont-digue de Kerjean sur la route départementale no 28 et le fond de la ria du Conquet à marée basse.
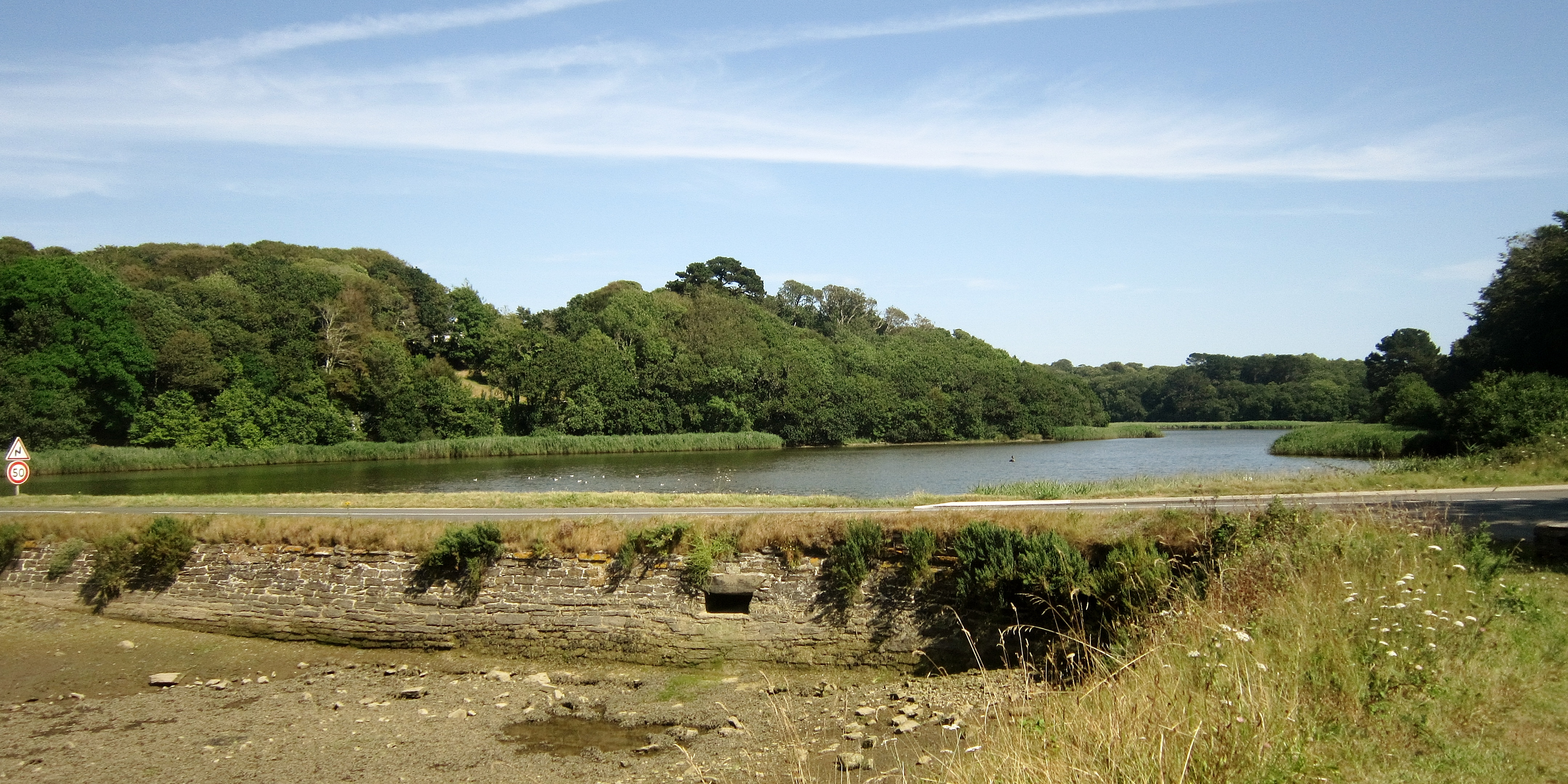
L'étang de Kerjean.

Les altitudes du finage communal vont de 59 mètres (à la limite sud-est de la commune) au niveau de la mer ; le bourg, à l'écart des voies de communications importantes, est vers 35 mètres d'altitude. L'habitat rural est dispersé en un certain nombre d'écarts formés de hameaux et de fermes isolées. La commune a échappé à la périurbanisation littorale, malgré la proximité de l'Océan atlantique, à l'exception du domaine de Kerjan, lotissement situé au nord de l'étang de Kerjan, dans la partie sud-ouest du territoire communal.

### Communes limitrophes
| Ploumoguer | Ploumoguer | Ploumoguer   |
| Le Conquet | Trébabu    | Plougonvelin |
| Le Conquet | Le Conquet | Plougonvelin |

### Hydrographie
Pour un article plus général, voir Réseau hydrographique du Finistère.
La commune est située dans le bassin Loire-Bretagne. Elle est drainée par divers petits cours d'eau,.

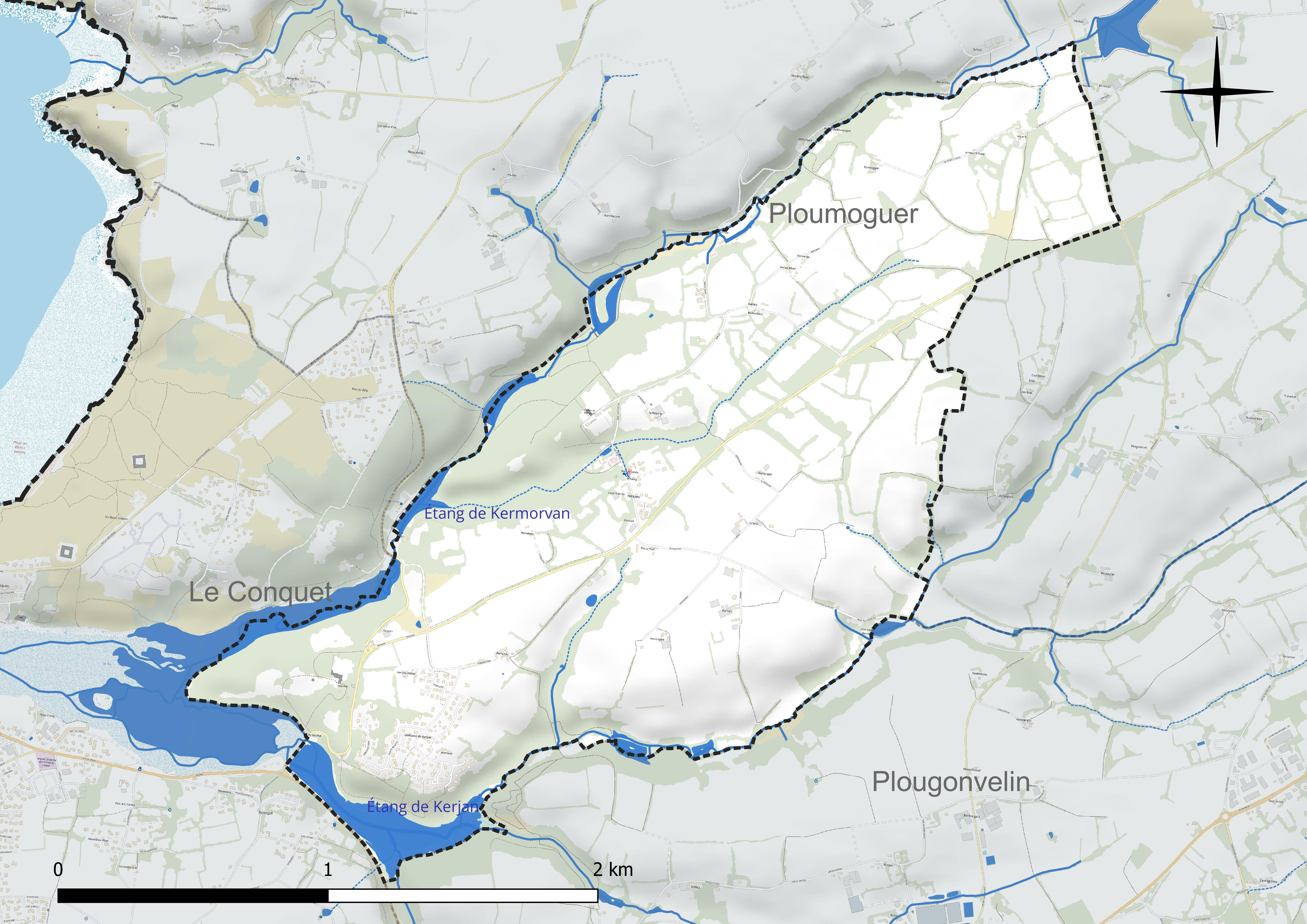
Réseau hydrographique de Trébabu.

Deux plans d'eau complètent le réseau hydrographique : l'étang de Kerjan, d'une superficie totale de 9,5 ha (9,5 ha sur la commune) et l'étang de Kermorvan (1,3 ha),.

### Climat
Pour des articles plus généraux, voir Climat de la Bretagne et Climat du Finistère.
En 2010, le climat de la commune est de type climat océanique franc, selon une étude du CNRS s'appuyant sur une série de données couvrant la période 1971-2000. En 2020, Météo-France publie une typologie des climats de la France métropolitaine dans laquelle la commune est exposée à un climat océanique et est dans la région climatique  Finistère nord, caractérisée par une pluviométrie élevée, des températures douces en hiver (6 °C), fraîches en été et des vents forts. Parallèlement l'observatoire de l'environnement en Bretagne publie en 2020 un zonage climatique de la région Bretagne, s'appuyant sur des données de Météo-France de 2009. La commune est, selon ce zonage, dans la zone « Littoral », exposée à un climat venté, avec des étés frais mais doux en hiver et des pluies moyennes.  
Pour la période 1971-2000, la température annuelle moyenne est de 11,5 °C, avec  une amplitude thermique annuelle de 9,5 °C. Le cumul annuel moyen de précipitations est de 920 mm, avec 15,7 jours de précipitations en janvier et 7 jours en juillet. Pour la période 1991-2020, la température moyenne annuelle observée sur la station météorologique la plus proche, située sur la commune de Ploudalmézeau à 20 km à vol d'oiseau, est de 12,1 °C et le cumul annuel moyen de précipitations est de 997,1 mm,. Pour l'avenir, les paramètres climatiques de la commune estimés pour 2050 selon différents scénarios d'émission de gaz à effet de serre sont consultables sur un site dédié publié par Météo-France en novembre 2022.

## Urbanisme

### Typologie
Au 1er janvier 2024, Trébabu est catégorisée commune rurale à habitat dispersé, selon la nouvelle grille communale de densité à 7 niveaux définie par l'Insee en 2022.
Elle est située hors unité urbaine. Par ailleurs la commune fait partie de l'aire d'attraction de Brest, dont elle est une commune de la couronne,. Cette aire, qui regroupe 68 communes, est catégorisée dans les aires de 200 000 à moins de 700 000 habitants,.
La commune, bordée par la mer d'Iroise, est également une commune littorale au sens de la loi du 3 janvier 1986, dite loi littoral. Des dispositions spécifiques d'urbanisme s'y appliquent dès lors afin de préserver les espaces naturels, les sites, les paysages et l'équilibre écologique du littoral, tel le principe d'inconstructibilité, en dehors des espaces urbanisés, sur la bande littorale des 100 mètres, ou plus si le plan local d'urbanisme le prévoit.

### Occupation des sols
L'occupation des sols de la commune, telle qu'elle ressort de la base de données européenne d'occupation biophysique des sols Corine Land Cover (CLC), est marquée par l'importance des territoires agricoles (75,8 % en 2018), en augmentation par rapport à 1990 (73,5 %). La répartition détaillée en 2018 est la suivante : 
zones agricoles hétérogènes (54,7 %), forêts (23,7 %), terres arables (20,5 %), prairies (0,7 %), zones urbanisées (0,4 %), zones humides côtières (0,1 %). L'évolution de l'occupation des sols de la commune et de ses infrastructures peut être observée sur les différentes représentations cartographiques du territoire : la carte de Cassini (XVIIIe siècle), la carte d'état-major (1820-1866) et les cartes ou photos aériennes de l'IGN pour la période actuelle (1950 à aujourd'hui).

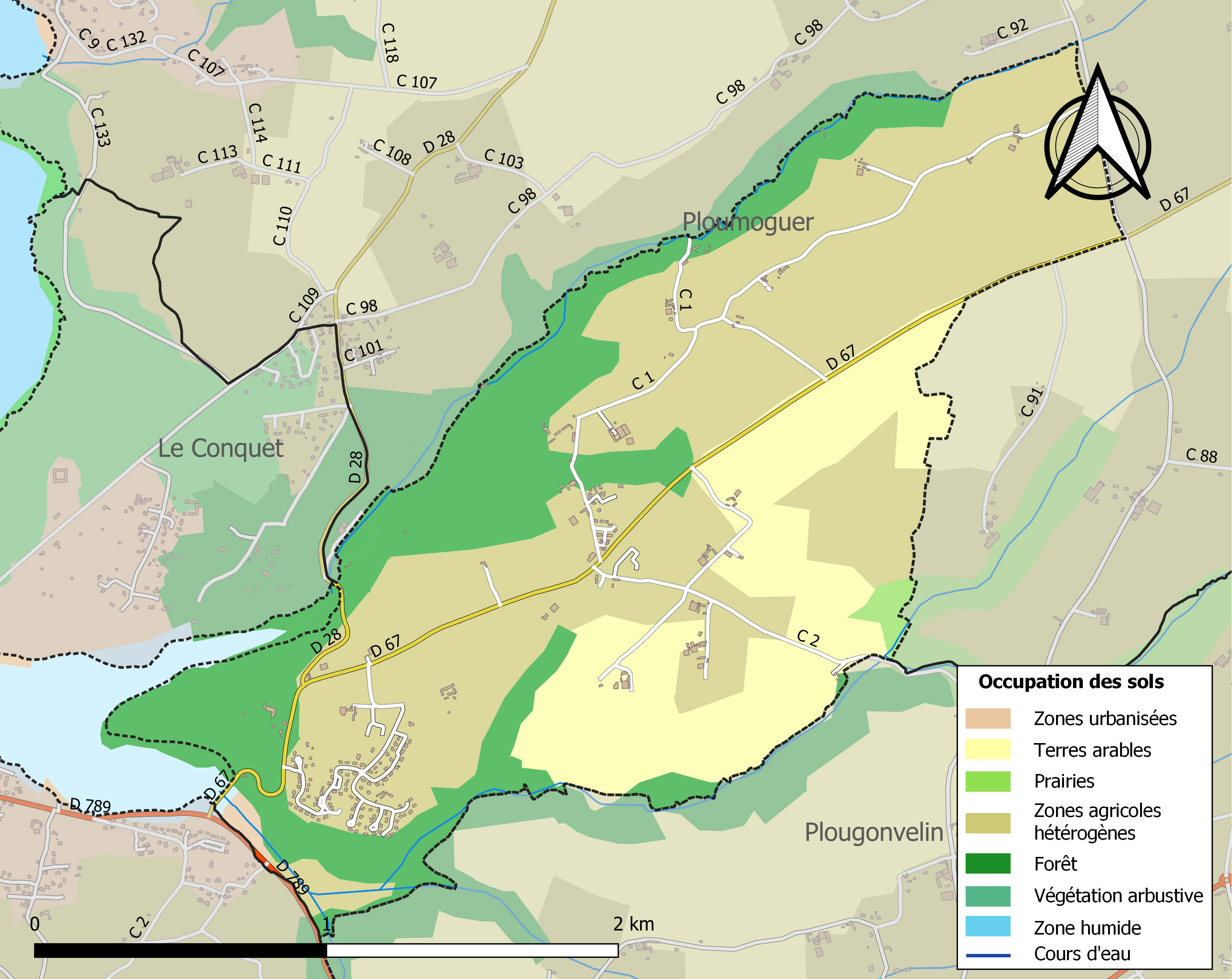
Carte des infrastructures et de l'occupation des sols de la commune en 2018 (CLC).

## Toponymie
Le nom de la commune provient  du surnom de Pabu attribué au  saint patron de la paroisse, Tugdual de Tréguier. Une tradition médiévale veut que cet évêque ait été pape, d'où son surnom. Il aurait fondé un monastère (Lan-Pabu) dans ce lieu renommé depuis Tre-babu. Plusieurs variations lexicales sont attestées :
- Lanpapbu au XIe siècle ;
- Tresbabu en 1393[22] ;
- Trebabu en 1516 ;
- Treffbabu en 1668[23].

Trebabu en breton est sans accent aigu. Le préfixe Tre correspond à « village » ou trève.

## Histoire

### Moyen Âge
Saint Tugdual aurait fondé le monastère de « Lan Pabu » vers 525, à l'emplacement de l'église qui lui est dédiée. Ayant débarqué dans la presqu'île de Kermorvan, il se serait rendu à Saint-Pol-de-Léon pour demander au seigneur de Léon de lui accorder une terre proche de son lieu de débarquement afin d'y établir un petit monastère.

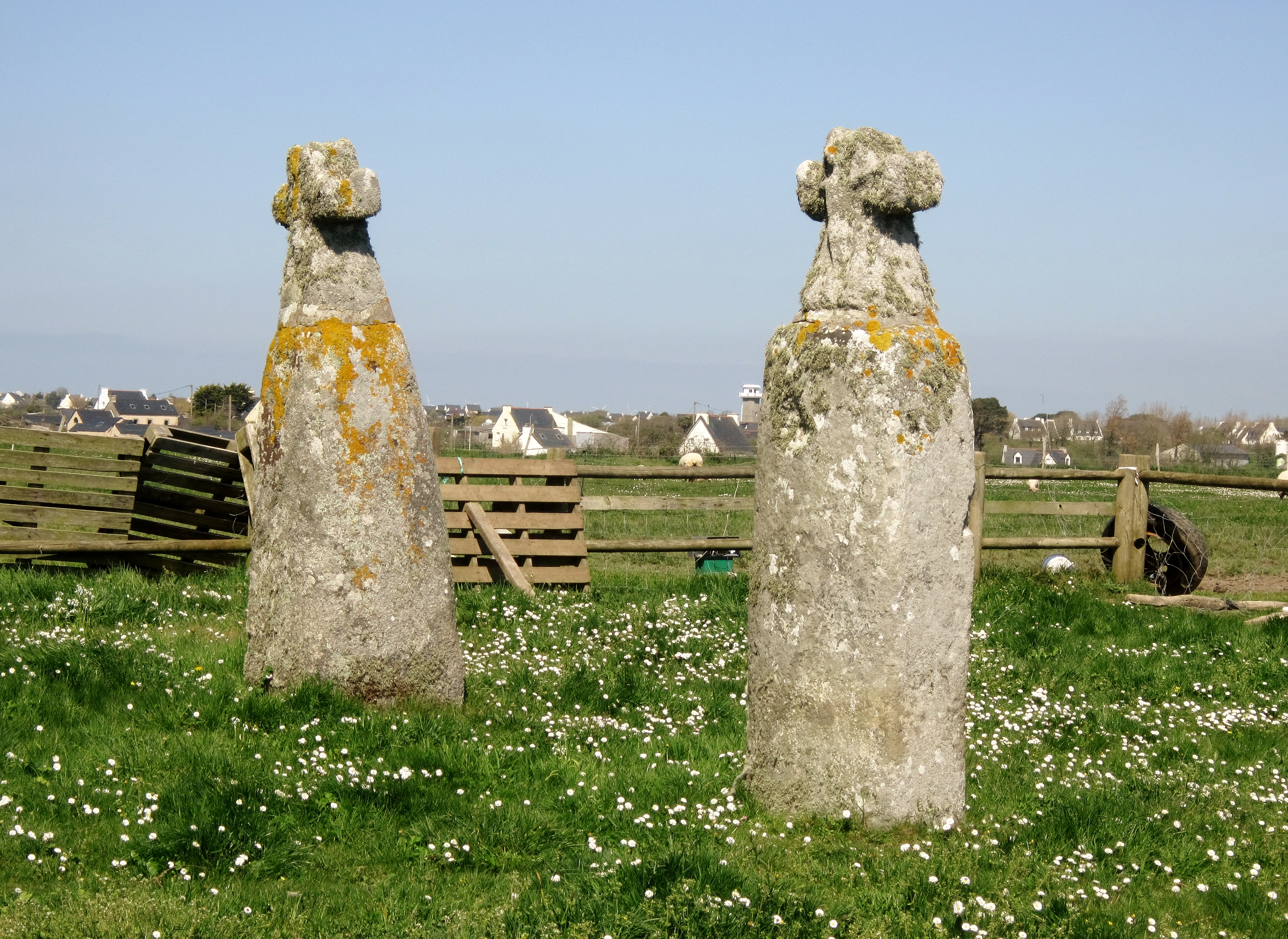
Le « Gibet des moines » (en Plougonvelin), en fait deux stèles de l'âge du fer christianisées par la suite.

Frère Mathieu, un moine copiste de l'abbaye de Saint-Mathieu, raconte dans le cartulaire de l'abbaye qu'en janvier 1296, un homme qui terrorisait la région de Trébabu jusqu'à Saint-Renan et même Bohars, aurait été pendu au « Gibet des moines » (en Plougonvelin) où se trouvent encore de nos jours deux menhirs jumeaux christianisés (en fait des stèles de l'âge du fer surmontées de croix). Si cette histoire a probablement une part de vérité, le lieu de l'exécution est probablement erroné car les moines de l'abbaye de Saint-Mathieu, qui disposaient du droit de haute justice n'exécutaient pas les condamnés à cet endroit (aucune trace de gibet n'a d'ailleurs été retrouvée à cet emplacement) mais à Creac'h ar Justis.
En 1280, le château de Kermorvan « devait onze chevaliers pour la remonte de l'armée du duc » ; il appartenait alors à Alain de Kermorvan. La famille de Kermorvan était seigneur du dit lieu (en Trébabu), de Keruzou (en Ploumoguer) et vit sa noblesse confirmée lors de la réformation de 1669 (noble depuis au moins 10 générations) et présente aux montres entre 1448 et 1534 ; sa devise était Servir Dieu est régner.
La famille Jouan de Kervénoaël était « seigneur de Penanec'h, de Kervénigan, de Keranmoal, de Kervénoaël et autres lieux » ; elle est mentionnée aux montres et réformations entre 1426 et 1538 pour les paroisses de Plouzané, Saint-Renan, Treffabu (Trébabu), Milizac et Plougouvelin et confirmée de lointaine extraction noble par un arrêt du Parlement de Bretagne en date du 5 mai 1675.
La famille Mol, qui vit sa noblesse confirmée lors de la réformation de 1669 (noble depuis au moins 11 générations), présente aux montres entre 1448 et 1534, était seigneur de Mol-Énez, de Kerjean (paroisse de Trébabu), de Rumorvan (en Lanildut), de Lesmoalec, de Guernelez (en Le Tréhou), de Kerangar (en Plougonvelin), du Vijac (en Guipavas), de Garzian (en Plouvien), etc..

### Renaissance
Au XVIe siècle, Trébabu fait partie de la sénéchaussée de Brest et Saint-Renan. La zone côtière allant de Plougonvelin à Ploumoguer est considérée comme particulièrement exposée « aux incursions de l'ennemi », et une ordonnance de François Ier datée de juillet 1519 exempte le « roi des arbalétriers » local de toute imposition pour un an, en échange de quoi il doit entraîner les habitants du pays « au maniement de l'arc et de l'arbalète ».

### Époque moderne
Le prédicateur Julien Maunoir prêcha une mission à Trébabu en 1656. En 1683, « missire René-Honoré Le Jollic, recteur de Trébabu, [fut] accusé d'avoir chanté les vêpres "épris de vin", d'être sorti de son presbytère armé d'un fusil, sans soutane, ni rabat, et d'avoir blessé une femme ».
À la fin du XVIIe siècle, la paroisse de Trébabu est toujours menacée par des attaques anglaises, comme en témoigne une strophe d'une « chanson » de l'époque :

« J'ai pitié des Léonards 

Qui sont en danger nuit et jour 

Parce qu'ils sont voisins 

Des Anglais qui sont des traîtres. 

Le manoir de Kerusou et celui de Kerjan (Mol) 

Et la maison de Kermorvan, 

J'ai grand'peur pour eux 

Et les recommande à Dieu. »

En 1759, une ordonnance de Louis XV ordonne à la paroisse de Trébabu de fournir deux hommes et de payer 13 livres pour « la dépense annuelle de la garde-côte de Bretagne ».

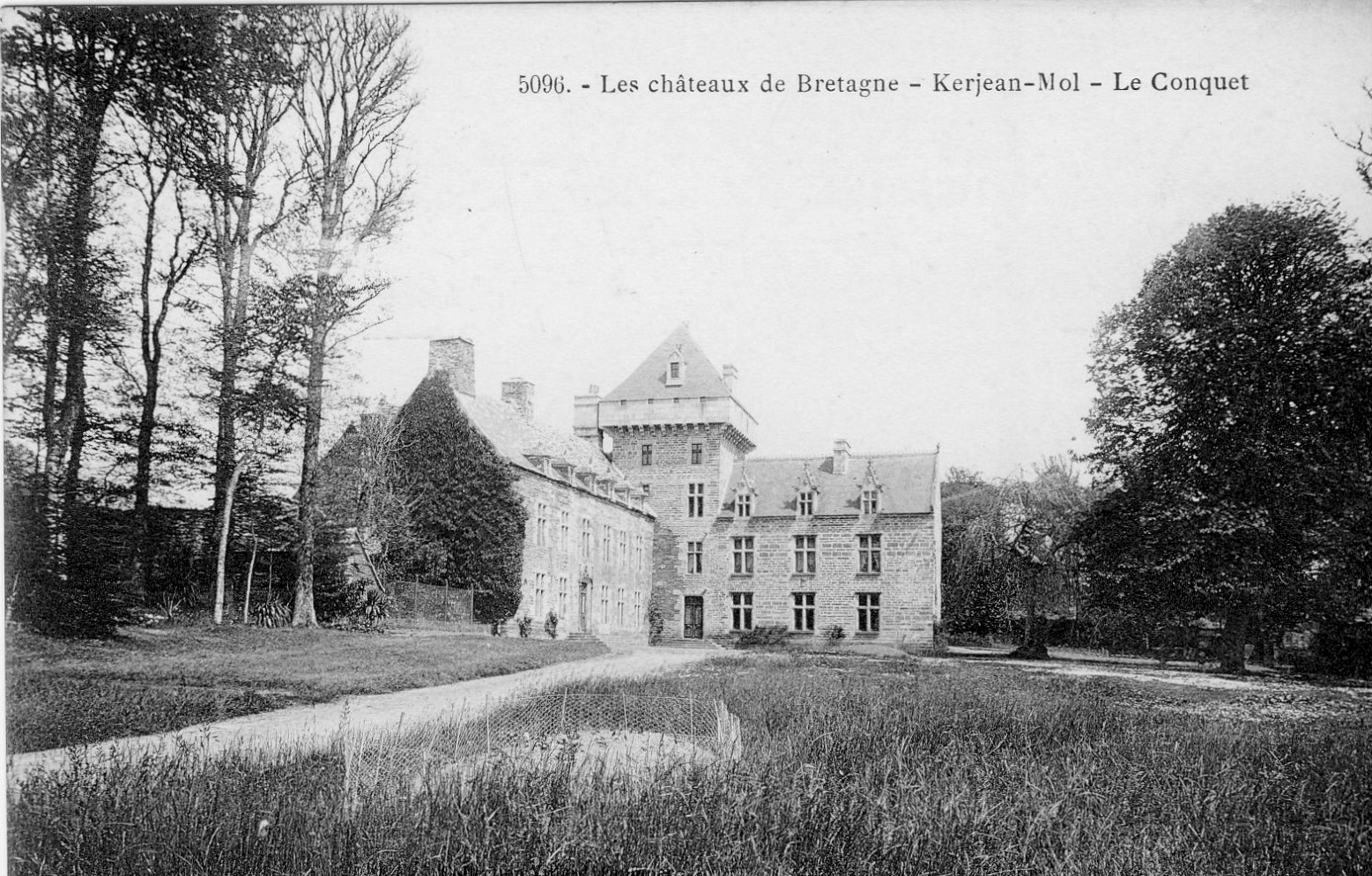
Le château de Kerjean-Mol vers 1900.

Jean-Baptiste Ogée décrit ainsi Trébabu en 1778 :

« Trébabu ; à 14 lieues à l'ouest-sud-ouest de Saint-Pol-de-Léon, son évêché ; à 53 lieues de Rennes et à 3 lieues trois-quarts de Brest, sa subdélégation et son ressort. On y compte 300 communiants ; la cure est présentée par l'Évêque. Le territoire, borné à l'ouest par la mer, renferme des terres labourables et des landes. »

Les deux derniers seigneurs de Kerjan-Mol (ou Kerjean-Mol) furent des membres de la famille de Kersauson : Jean François Marie de Kersauson, seigneur de Goasmelquin, en Plouégat-Guérand épousa Suzanne Françoise Mol, héritière de Kerjean-Mol; leur fils Maurice de Kersauson de Kerjean fut le dernier seigneur de Kerjean-Mol. En 1768, Marie-Jeanne de Kersauson, sœur du précédent, épousa à Trébabu Charles-François de Villiers de L'Isle-Adam, enseigne des vaisseaux du Roi (ils sont les grands-parents de l'écrivain Auguste de Villiers de L'Isle-Adam) ; elle se remaria en 1782 à Morlaix avec Michel Marie Jegou du Laz de Trégarantec.

### Révolution française
En 1789, le cahier de doléances de Trébabu demande principalement plus de justice fiscale, la suppression de l'enrôlement de force dans la milice garde-côte et l' abolition de la corvée « sur les grands chemins », ainsi que « le rétablissement de la jetée ou digue dans le port du Conquet ».
Un recueil de cantiques en breton appartenant à Agathe Laurent Hamelin, prêtre desservant de Trébabu en 1790, a été conservé.
Le 20 mai 1790 est créé le canton du Conquet  qui comprenait Plougonvelin [Saint-Mathieu inclus], Le Conquet, Trébabu, Molène et Ouessant ; il fut supprimé en l'an VIII). En juillet 1791, la nouvelle paroisse de Plougonvelin comprend Plougonvelin, Saint-Mathieu, Le Conquet et Trébabu ; l'église paroissiale de cette grande paroisse est l'ancienne chapelle Saint-Christophe, située au-dessus du port du Conquet, choisie car elle pouvait contenir 450 fidèles (elle a été démolie en 1830 car elle menaçait ruine). Jean-Pierre Le Corre est élu curé constitutionnel de la nouvelle paroisse.
Alexandre Moreau de Jonnès raconte comment, à la suite d'une « amourette de garnison », il aurait déjoué en 1793 un « dangereux complot » dirigé contre le port de Brest. Un de ses jeunes compagnons d'armes était en effet tombé dans un traquenard en voulant rejoindre son amoureuse « dans un vieux manoir en ruines, situé à une demi-lieue du Conquet, dans un lieu portant [...] le nom barbare de Trébabu ». C'est en se portant à son secours que la conspiration fut découverte et neutralisée.
Mme de Kersauson, sa sœur et ses enfants, furent emprisonnés au château de Brest entre septembre 1793 et novembre 1794, libérées en vertu d'un arrêté du Comité de sûreté générale.

### LeXIXesiècle
Une race de chevaux était connue sous le nom de "Race du Conquet", une variante de postier breton, dans les environs de Saint-Renan, Trébabu et Le Conquet. Une station de haras existait à Trébabu dès la première moitié du XIXe siècle, déplacée un temps à Saint-Renan, elle fut réinstallée à Trébabu « pour faire des chevaux de selle et de cabriolet ».
A. Marteville et P. Varin, continuateurs d'Ogée, décrivent ainsi Trébabu en 1853 :

« Trébabu : commune formée de l'ancienne paroisse de ce nom ; aujourd'hui succursale. Cette commune est située entre deux vallons courant de l'est à l'ouest. Le sol, généralement incliné à l'ouest, est fertile et produit de beaux grains. Les terres rendent en cette culture de huit à neuf pour un de semence. Les arbres, maintenus en têtards, sont coupés une fois environ tous les neuf ans, et ces coupes sont tellement vigoureuses qu'on en fait du bois de corde. L'église est située dans un fond, à l'embranchement du vallon nord. Une petite chapelle, située sur le flanc de ce vallon, porte le nom de Notre-Dame-du-Val. Il y a trois pardons : le grand, qui a lieu le deuxième dimanche après celui de l'octave de la Fête-Dieu, est consacré à la vente des fruits printanniers [printaniers] ; le petit, qui a lieu le deuxième dimanche de l'Avent ; enfin le pardon du 15 août, à la chapelle Notre-Dame. On se sert beaucoup pour amendement dans cette commune du sable de mer, que l'on tire du Conquet principalement. Géologie : gneiss principalement. On parle le breton. »

Le comte Charles Louis de Kergariou, maire de Trébabu et royaliste, est élu conseiller général du Finistère en 1883; le journal La Presse décrit ainsi sa campagne électorale :

« Il y a dans le Finistère un gentilhomme du nom de Kergariou qui pose sa candidature au Conseil général pour le canton d'Ouessant. [...] Il a un manoir qui tombait en poussière il y a quelques années, et qu'un beau-père, roturier mais excessivement riche, a restauré. [...] Mr. de Kergariou s'est improvisé, depuis quelques semaines, et pour une période de trois mois seulement, marchand de langoustes, marchand de bois, marchand de filins et marchand de casiers. Il vend toutes ses marchandises à perte. Ainsi il achète les langoustes à 18 francs la douzaine et les revend seulement 15 francs. Il cède aux mêmes conditions tous les ustensiles de pêche que contient sa boutique. [...] Le noble candidat se propose de distribuer gratuitement du bois à ses électeurs.. s'il est élu. »

En 1889, la commune doit contracter un emprunt pour construire une école publique afin de respecter la loi du 30 octobre 1886 sur les constructions d'office qui oblige les communes dépourvues d'école publique à en construire une. L'État français accorde une subvention, mais décrète également un prélèvement fiscal extraordinaire sur la commune, ce pour une durée de 30 ans. La commune compte alors 283 habitants, et la construction prévoit une salle de classe pour 50 élèves, ainsi qu'un logement pour l'institutrice comprenant quatre chambres et un salon. Louis Joseph de Kersauson-Vieux-Chatel, député monarchiste, s'insurge à la Chambre contre le coût de ce projet qu'il juge « vexatoire » à l'égard de « nos malheureuses populations écrasées, à l'heure qu'il est, par les impôts, par la crise agricole ».
Benjamin Girard décrit ainsi Trébabu en 1889 : 

« Traversé par la route départementale n°4, cette petite commune est située au fond du bras de mer qui forme le port du Conquet. Le bourg, qui n'a que 21 habitants, possède une école mixte. L'église paroissiale, reconstruite en 1759, est placée sous le patronage de saint Tugdual, plus connu sous le nom de saint Pabu ; elle occupe, dit-on, l'emplacement du premier monastère que bâtit ce saint, à son arrivée en Armorique. Sur le territoire de Trébabu, et dans le voisinage du château de Kermorvan, on remarque la petite chapelle Notre-Dame du Val. »

En janvier 1897, l'abbé Guillerm officiant à Trébabu menace des « peines éternelles » les paroissiens qui ne voteraient pas pour Hippolyte Gayraud, « candidat républicain catholique » aux élections législatives dans la troisième circonscription de Brest,.

### LeXXesiècle

#### La Belle Époque

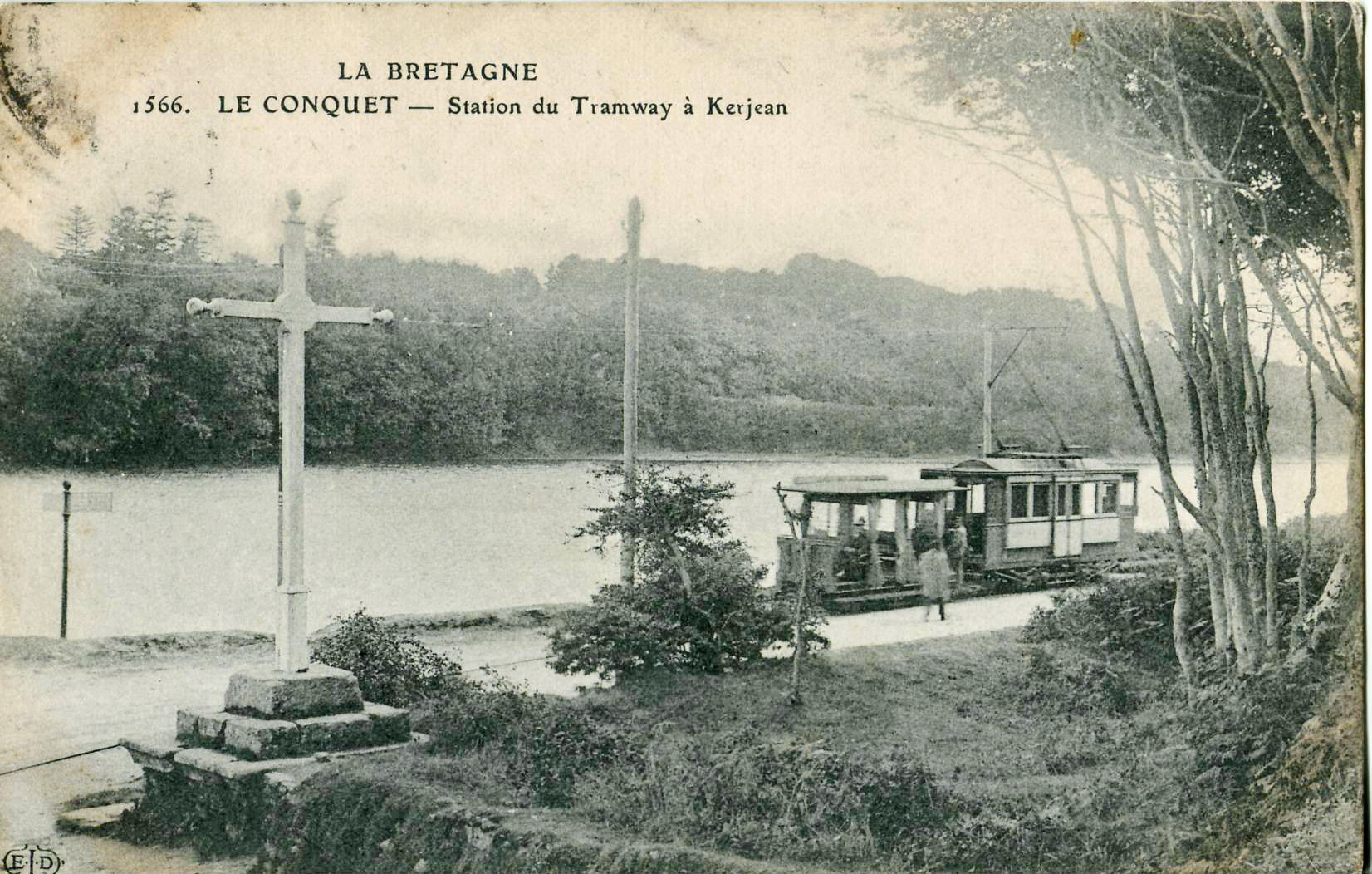
La station de tramway de Kerjean.

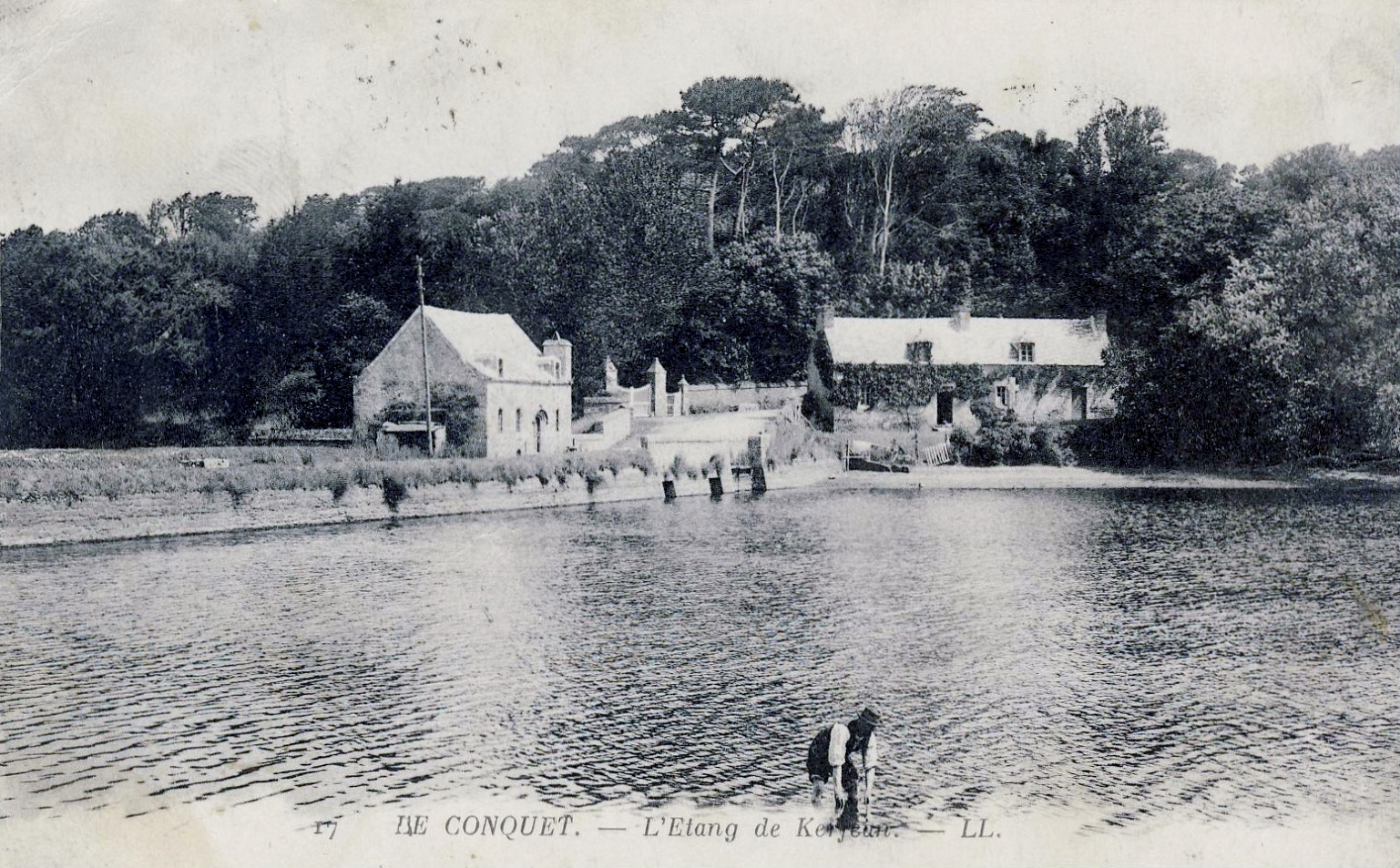
L'étang de Kerjean vers 1910 et l'ancien moulin à marée.

En 1904, Le Radical fustige le « retard de la poste » en prenant pour exemple l'acheminement des lettres entre Trébabu et Ploumoguer, qui transitent par les bureaux du Conquet, de Brest et de Saint-Renan, mettant ainsi « six jours (aller et retour) pour franchir les quatre petits kilomètres  qui séparent » les deux communes.
La station de tramway de Kerjean (ligne du Tramway de Brest au Conquet), bien que située dans la commune du Conquet, desservit Trébabu entre 1903 et 1932.
En janvier 1911, les biens ayant appartenu à la fabrique de l'église de Trébabu, placés sous séquestre depuis la querelle des inventaires, sont attribués à la commune de Trébabu sous réserve que les revenus et produits des dits biens soient attribués au secours des services de bienfaisance.

#### La Première Guerre mondiale

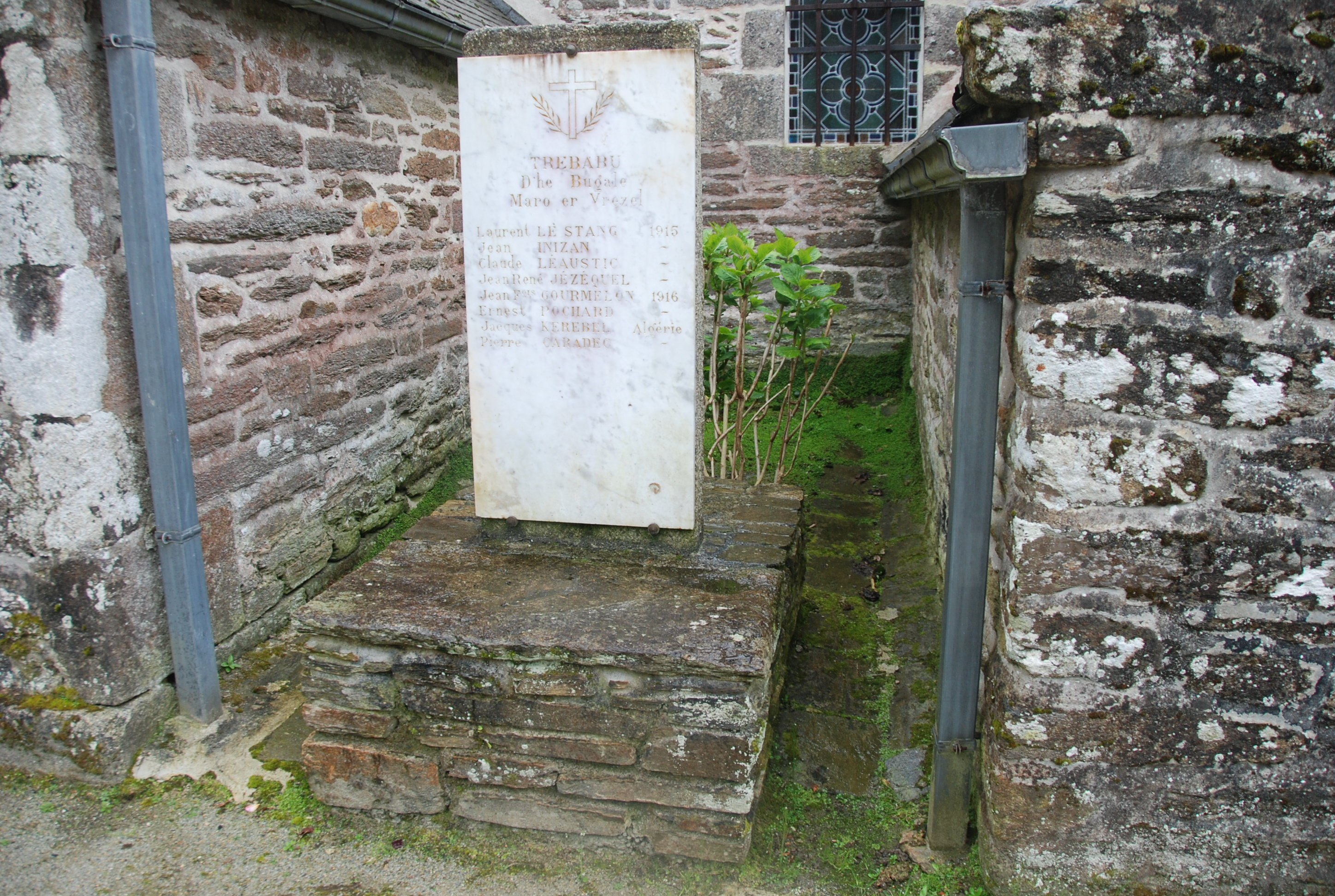
Trébabu : la plaque commémorative servant de monument aux morts.

Six soldats (Jean Gourmelon, Jean Inizan, Jean Jézéquel, Laurent Le Stang, Claude Léaustic et Ernest Pochard) originaires de Trébabu sont morts pour la France pendant la Première Guerre mondiale.

#### L'Entre-deux-guerres
Une station de haras existait encore à Trébabu dans la décennie 1930.
Une chasse au cerf qui se déroula en octobre 1936 à Trébabu et à laquelle participèrent de nombreux notables de la région, est racontée en détail dans la revue "L'Éleveur".

#### La Seconde Guerre mondiale
La commune de Trébabu n'a connu aucun mort pour la France pendant la Deuxième Guerre mondiale.

#### L'après Seconde Guerre mondiale
Deux soldats (Jacques Caradec et Pierre Kérébel) originaires de Trébabu sont morts pour la France pendant la Guerre d'Algérie.

## Politique et administration

### Liste des maires
| Période     | Période     | Identité                                     | Étiquette | Qualité |
| ----------- | ----------- | -------------------------------------------- | --------- | --- |
| 1803        | 1804        | Le Hir                                       |           | |
| 1807        | 1822        | René Armand Constant de Kersauson de Kerjean |           | Propriétaire, juge de paix. |
| 1823        | 1829        | Jean Le Hir                                  |           | Cultivateur. |
| 1830        | 1833        | Jean Marie Kervran                           |           | |
| 1834        | 1861        | René Armand Constant de Kersauson de Kerjean |           | Déjà maire entre 1807 et 1822. |
| 1861        | 1871        | Pierre Kérébel                               |           | |
| 1871        | 1871        | Jean Baptiste Lannuzel                       |           | |
| 1872        | 1878        | Jean Hervé Le Hir                            |           | Meunier. Petit-fils de Jean Le Hir, maire entre 1823 et 1829.                                                                        |
| 1878        | 1901        | Charles Louis de Kergariou                   |           | Comte. Conseiller général. |
| 1901        | 1921        | Gonzague de Kergariou                        |           | Officier de marine. Demi-frère de Charles Louis de Kergariou, maire précédent.                                                       |
| 1921        | 1925        | Louis Léaustic                               |           | Cultivateur. |
| 1925        | 1929        | Guy de Kersauson                             |           | Habitait le château de Kerjean-Mol. Petit-fils de René Armand Constant de Kersauson, maire entre 1807 et 1822 et entre 1834 et 1861. |
| 1929        | 1945        | Alain Marie Cado de Kersauson                |           | Fils de Guy de Kersauson, maire précédent.                                                                                           |
| 1951        | 1952        | Jean Coaténéa                                |           | |
| 1957        | 1983        | Charles de Kersauson                         |           | Neveu d'Alain Marie Cado de Kersauson, maire entre 1929 et 1945.                                                                     |
| 1983        | 1989        | Jeanne de Kersauson                          |           | |
| 1889        | 2008        | André Tanguy                                 |           | |
| 2008        | 23 mai 2020 | Lucien Kerébel                               | DVD       | Agriculteur |
| 23 mai 2020 | En cours    | Jean-Jacques Berthevas                       |           | Technico-commercial |

## Démographie
| 1793 | 1800 | 1806 | 1821 | 1831 | 1836 | 1841 | 1846 | 1851 |
| ---- | ---- | ---- | ---- | ---- | ---- | ---- | ---- | ---- |
| 230  | 228  | 286  | 316  | 300  | 311  | 307  | 306  | 317  |

| 1856 | 1861 | 1866 | 1872 | 1876 | 1881 | 1886 | 1891 | 1896 |
| ---- | ---- | ---- | ---- | ---- | ---- | ---- | ---- | ---- |
| 294  | 278  | 296  | 298  | 271  | 253  | 260  | 255  | 276  |

| 1901 | 1906 | 1911 | 1921 | 1926 | 1931 | 1936 | 1946 | 1954 |
| ---- | ---- | ---- | ---- | ---- | ---- | ---- | ---- | ---- |
| 259  | 260  | 238  | 215  | 232  | 254  | 249  | 208  | 204  |

| 1962 | 1968 | 1975 | 1982 | 1990 | 1999 | 2006 | 2008 | 2013 |
| ---- | ---- | ---- | ---- | ---- | ---- | ---- | ---- | ---- |
| 204  | 200  | 174  | 273  | 346  | 340  | 364  | 371  | 347  |

| 2018 | 2022 | - | - | - | - | - | - | - |
| ---- | ---- | - | - | - | - | - | - | - |
| 359  | 365  | - | - | - | - | - | - | - |

## Agriculture, élevage
Trébabu comportait autrefois une station d'étalons de « chevaux du Conquet ». Elle était très fréquentée dans la première moitié du XIXe siècle, mais elle s'est maintenue jusqu'au XXe siècle,.
En 1979, le CNEXO lance un programme de « sea ranching » (pacage marin) dans le ruisseau qui se déverse dans l'étang de Kerjan. Il s'agit d'élever des alevins  de saumon atlantique dans une petite station d'alevinage construite en aval de l'étang de Kervinigant, puis de relâcher les jeunes saumons dans le ruisseau, afin de pouvoir re-capturer ceux qui reviendront à maturité pour se reproduire dans le même ruisseau après leur migration en mer. Les essais se sont poursuivis dans les années 1980.
Selon le recensement agricole 2010 de l'Agreste, la commune comprend quatre exploitations agricoles couvrant au total 142 ha, dont 130 ha labourables, et pratiquant un élevage principalement bovin (254 bêtes au total).

## Protection de l'environnement
La commune comprend une grande partie de la zone naturelle d'intérêt écologique, faunistique et floristique dénommée « Ria du Conquet, étang de Kerjean et vallon de Kermorvan ». Cette zone présente des biotopes rares, en particulier dans les dunes bordant la ria. C'est une zone d'hivernage pour de nombreuses espèces d'oiseaux limicoles. Le Grand rhinolophe se reproduit dans le vallon de Kermorvan. La présence erratique d'autres mammifères est parfois signalée comme celle de la Loutre d'Europe en 2010, ou au début du XXe siècle, celle du Cerf élaphe. Un criquet peu commun, le Gomphocère tacheté, a été identifié dans les dunes.
L'étang de Kerjean est protégé par le Conservatoire du littoral depuis 1970. À cette époque, Charles de Kersauzon, maire de Trébabu, projette avec l'appui du maire du Conquet de faire construire un vaste ensemble immobilier sur la zone littorale s'étendant de la presqu'île de Kermorvan jusqu'aux dunes dominant la plage des  Blancs Sablons, dont le site n'a été protégé qu'en 1978. Devant l'opposition virulente suscitée par son projet, le maire de Trébabu a préféré créer un lotissement situé au-dessus de l'étang de Kerjean, mais masqué par une zone boisée. L'étang et la ria sont en site classé depuis 1977. Le lotissement a augmenté considérablement le niveau de population de la commune, passant de 174 habitants en 1975 à 273 en 1982, et 346 en 1990. Sur les 354 habitants dénombrés en 2019, les deux tiers résident dans la zone lotie.

## Lieux et monuments
Trébahu comporte plusieurs monuments à découvrir :
- l'église paroissiale Saint-Tugdual (1759)[74],[75] ;
- la chapelle Notre-Dame-du-Val (XVIe siècle)[76],[77] ;
- le château de Kerjan-Mol (XVIe et XIXe siècles), appartenant à la famille de Kersauzon[78],[79],[80] ;
- le château de Kermorvan Névé (XIXe siècle) ;
- le manoir de Keruzou (XVIe siècle) ;
- le manoir de Kervinigant (XVIe siècle)[81] ;
- le moulin de Kerléo (XIXe siècle), et autres « moulins à pirouette »[82],[83] ;
- le monument aux morts de 1914-1918.

Le porche de l'église Saint-Tugdual et le cimetière attenant comportent des dalles de micaschistes et du gneiss micaschisteux du Conquet. La granodiorite du Conquet a été également utilisée pour la construction de l'église, en association avec du granite de l'Aber-Ildut, de la trondhjémite de Trégana et du microgranite de Logonna. La granodiorite est également mise en œuvre dans les manoirs de Kermorvan, Keruzou et Kervinigant.

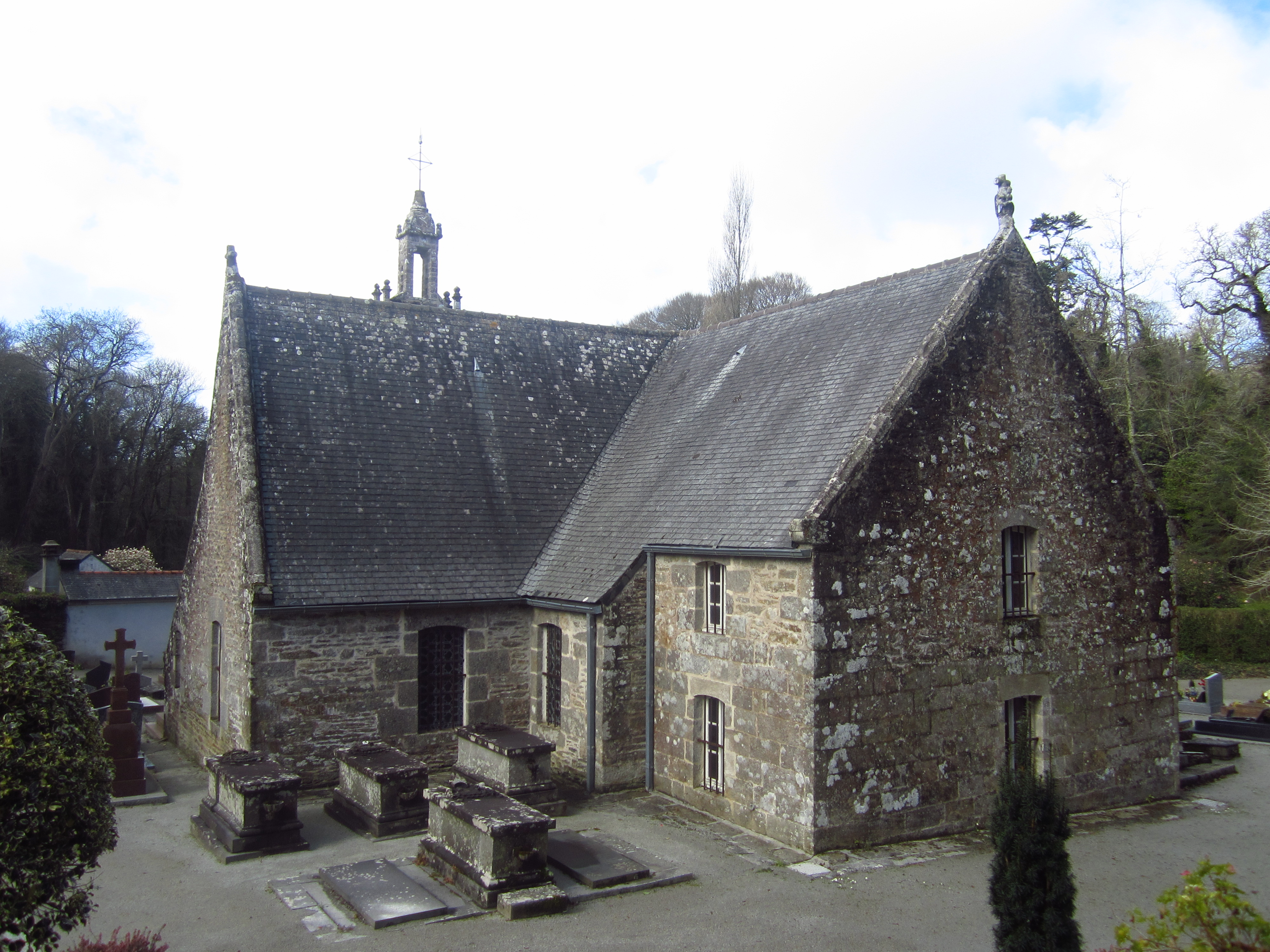
L'église Saint-Tugdual.
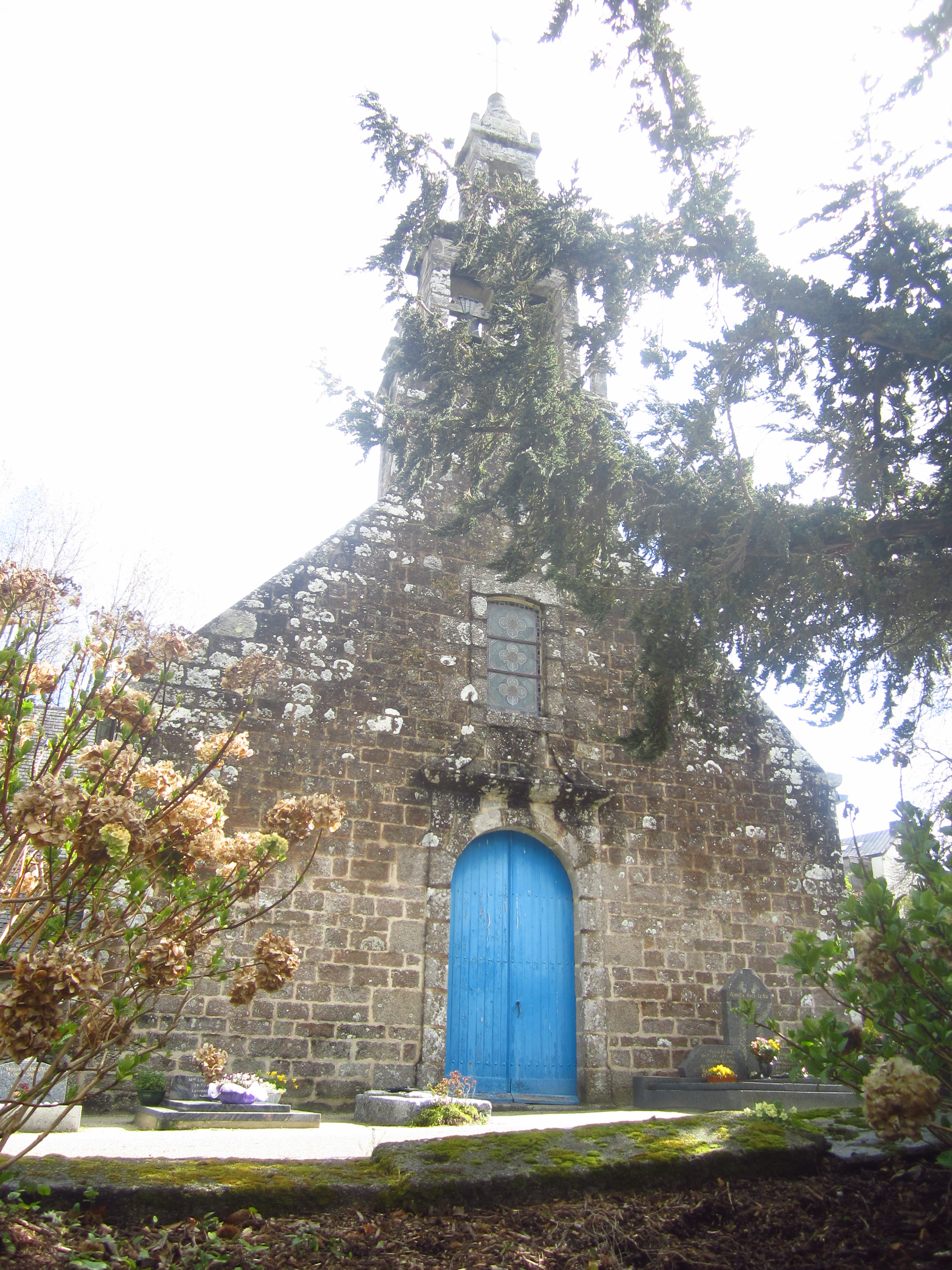
L'église Saint-Tugdual.
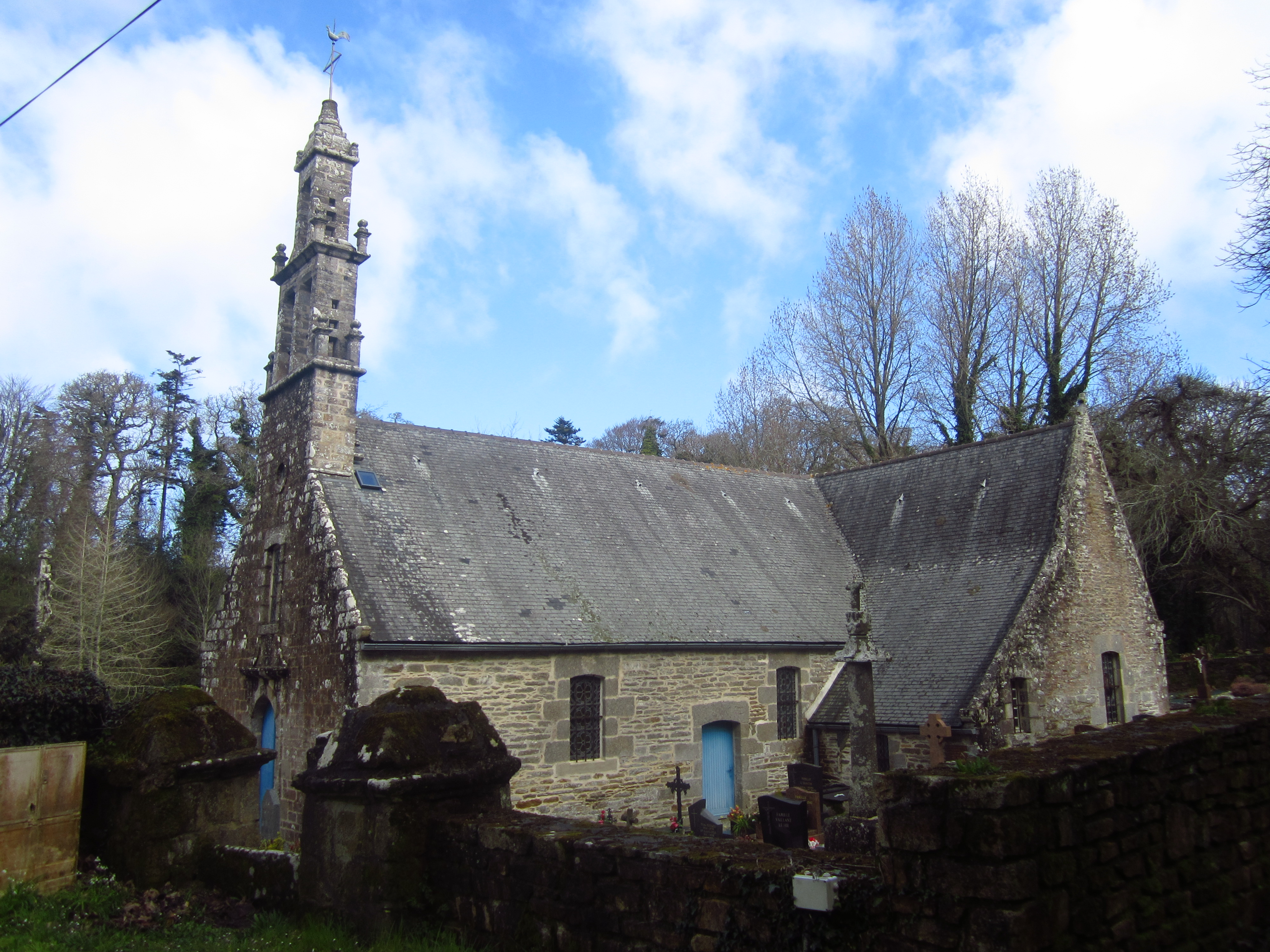
L'église Saint-Tugdual.
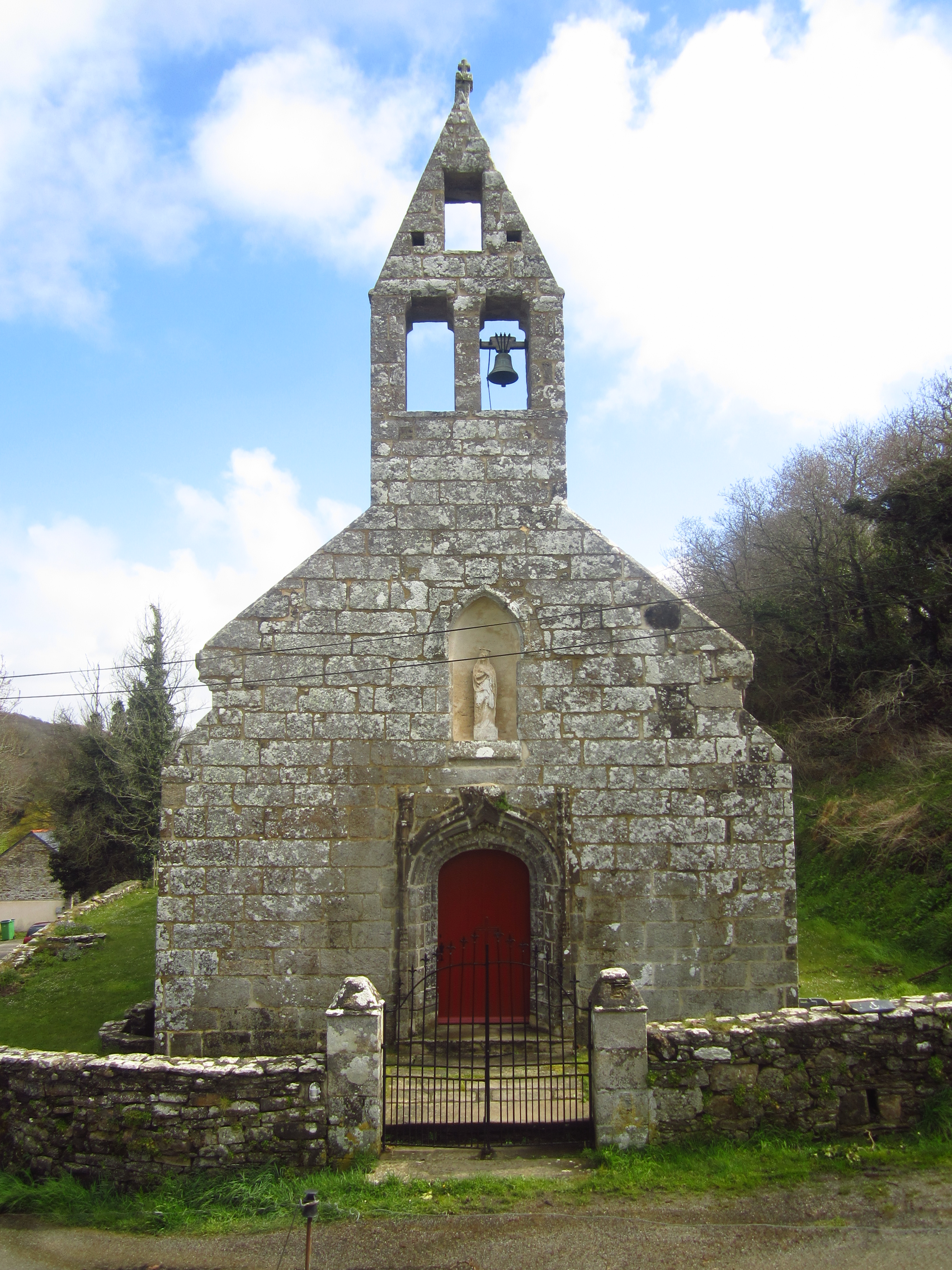
La chapelle Notre-Dame-du-Val.
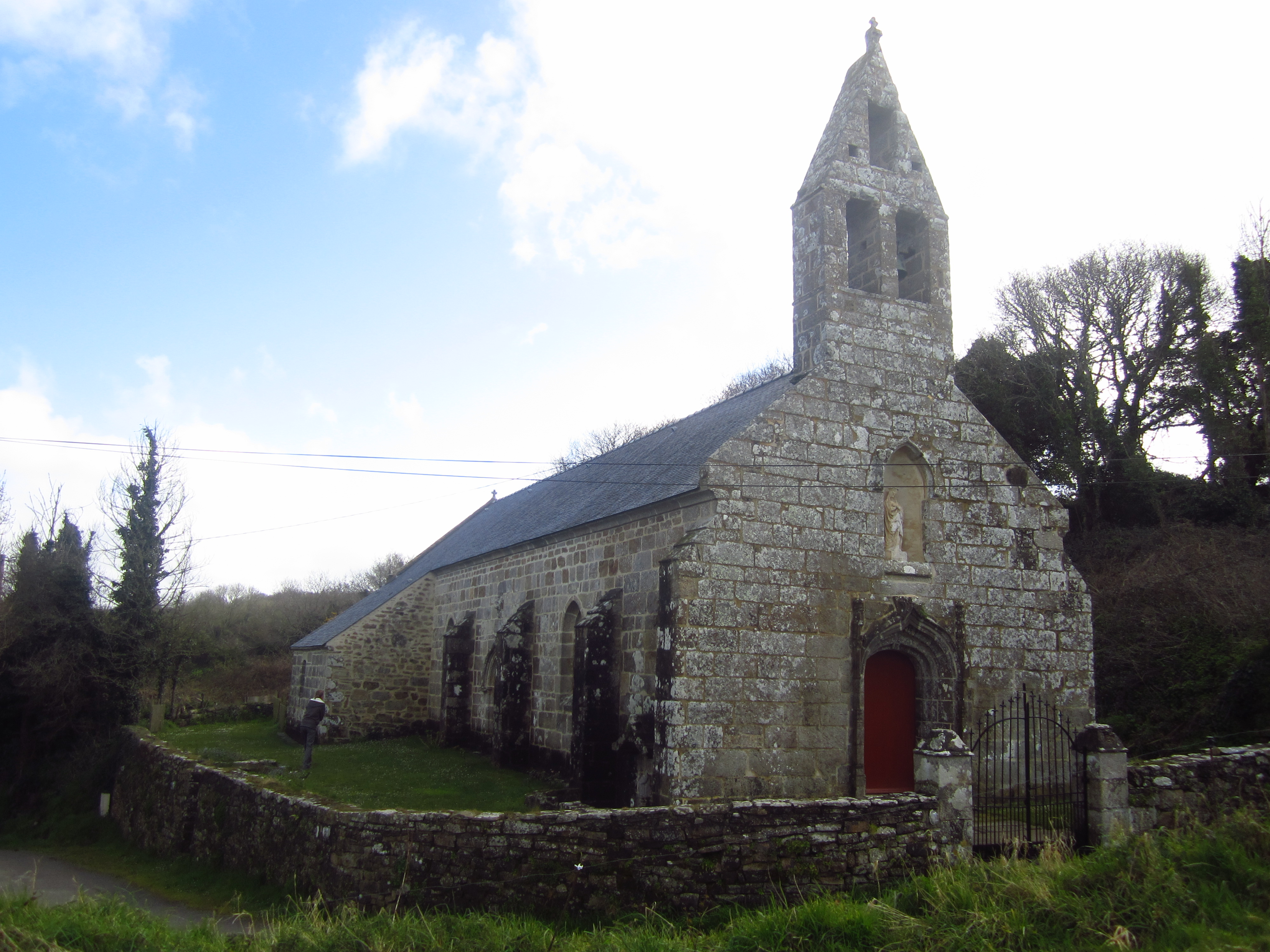
La chapelle Notre-Dame-du-Val.

## Tableaux
- Un tableau de Jean Rémond[86], Le pardon de Trébabu, exposé au Salon de la Société des Artistes français en 1911, est cité et remarqué dans les journaux de l'époque. La revue Foi et vie écrit à son propos : « Le grand tableau de Jean Rémond (...) est, malgré les personnages, avant tout un paysage. La foule bretonne qui se presse au premier plan est presque entièrement absorbée par l'ombre qui bleuit les coiffes et rend les visages quasi invisibles. La théorie confuse s'engouffre, paisible, silencieuse, comme dans un rêve, dans la petite église, tandis qu'au second plan, séparé du premier par un rideau d'arbres habilement ménagé, la lumière se joue sur une prairie sobrement ensoleillée »[87]. On ignore où ce tableau se trouve de nos jours.

## Romans
- Dans son roman Budic-Mur, Ernest Ménard évoque le château de Kermorvan[88].

## Personnalités liées à la commune
- Tugdual de Tréguier, fondateur du monastère Lan Pabu[89].
- Jean François Le Gonidec de Kerdaniel, grammairien breton élevé au château de Kerjean-Mol par sa marraine, comtesse de Kersauzon. Ses brillantes études au collège de Tréguier sont interrompues par la Révolution, et il revient au château pour  y exercer  dès l'âge de 16 ans la fonction de précepteur d'un fils de Kersauzon[90].
- Paul Celan, poète, a séjourné à Trébabu pendant l'été de 1961[91].
- Jean-Pierre Boulic, poète résidant à Trébabu[92].